# Landtag Brandenburg (1946–1952)
Der Landtag Brandenburg war die Volksvertretung der Provinz Brandenburg von 1946 bis 1947 und des aus dieser hervorgegangene Landes Brandenburg von 1947 bis 1952 in der Sowjetischen Besatzungszone (SBZ) bzw. seit 1949 in der Deutschen Demokratischen Republik (DDR).

## Vorgeschichte
Um den Wiederaufbau der staatlichen Ordnung nach dem Zweiten Weltkrieg in der Provinz Brandenburg im Sinne eines Aufbaus des Sozialismus zu ermöglichen, wurde am 13. Juni 1946 durch die Sowjetische Militäradministration in Deutschland (SMAD) eine Beratende Versammlung für Brandenburg einberufen. Gemäß dem Potsdamer Abkommen vom 2. August 1945 wurde diese Beratende Versammlung 1946 durch eine gewählte Volksvertretung ersetzt.

## Erste Wahlperiode
Die Wahl zum ersten Landtag Brandenburg fand am 20. Oktober 1946 im Rahmen der Landtagswahlen in der SBZ 1946 statt. Die Wahlergebnisse sind im Hauptartikel Landtagswahlen in Brandenburg dargestellt. Die Namen der Abgeordneten finden sich in Liste der Mitglieder des Landtags Brandenburg (1946–1952, 1. Wahlperiode). Der Landtag beschloss die Verfassung für das neue Land Brandenburg vom 6. Februar 1947, in der im Abschnitt B Regelungen über den Landtag enthalten waren.
In der konstituierenden Sitzung am 22. November 1946 wurde das Präsidium gewählt:
- Präsident: Friedrich Ebert (SED) (ab Februar 1949: Otto Meier (SED))
- Vizepräsident: Wilhelm Wolf (CDU) (ab Mai 1948: Gerhard Schütze (CDU), ab März 1949: Germanus Theiß (CDU))
- Vizepräsidentin: Else Bauer, (Frauenbund, SED)
- Vizepräsident: Otto Gießler, (LDP)
- Schriftführer: Franz Moericke (FDGB, SED)
- Schriftführer: Peter Bloch (CDU) (ab Juli 1950: Fritz Brauer (CDU))
- Schriftführer: Anton Jadasch (VdgB, SED)[2]

Neben den insgesamt 69 Plenarsitzungen erfolgte die Arbeit in den Ausschüssen:
| Ausschuss                           | Vorsitzender                                                                             |
| ----------------------------------- | ---------------------------------------------------------------------------------------- |
| Ältestenrat                         | Friedrich Ebert (SED)                                                                    |
| Ständiger Ausschuss                 | Friedrich Ebert (SED)                                                                    |
| Rechts- und Verfassungsausschuss    | Frank Schleusener (CDU), ab Juni 1950: August Kayser (CDU)                               |
| Geschäftsordnungsausschuss          | Willy Sägebrecht (SED)                                                                   |
| Kreis- und Gemeindeangelegenheiten  | Willi Hein (LDP), ab Januar 1948: Hans-Paul Ganter-Gilmans (CDU)                         |
| Haushalt und Finanzen               | Otto Schwarz (SED), ab März 1949: Georg Leps (SED)                                       |
| Verkehr                             | Adolf Dechert (CDU), ab Juni 1950: Josef Kaschinski (SED)                                |
| Wirtschaft, Handel und Versorgung   | Georg Leps (SED), ab März 1949: Otto Völz (SED)                                          |
| Arbeit und Sozialfürsorge           | Paul Kube (CDU)                                                                          |
| Landwirtschaft                      | Wilhelm Bülk (LDP)                                                                       |
| Jugend                              | Otto Wiesner (SED)                                                                       |
| Kultur und Volksbildung             | Otto Meier (SED), ab Juni 1949: Bruno Brockhoff (SED), ab Juni 1950: Grete Langner (SED) |
| Wiederaufbau, Gesundheit, Umsiedler | Artur Deeg (CDU), ab Februar 1948: Peter Bloch (CDU)                                     |
| Eingabeausschuss                    | Carl Mühlmann (LDP)                                                                      |

Die Fraktionsvorsitzenden waren:
- Willy Sägebrecht (SED)
- Gerhard Schütze (CDU), Willy Heller (1948–1950), ab April 1950: Germanus Theiß (CDU)
- Georg Schneider (LDP)
- Rudolf Albrecht (VdgB)

Die Arbeit des Parlamentes fand weiterhin unter Besatzungsbedingungen statt. Beschlüsse des Parlamentes erfolgten vorbehaltlich der Zustimmung des SMAD. 1947 wurden von der SMAD 11, 1948 38 Anträge der Fraktionen durch die SMAD untersagt. Diese Eingriffe trafen die bürgerlichen Parteien, während die Arbeit der SED eng abgestimmt mit der SMAD erfolgte.
Ebenfalls unter Kontrolle der SMAD fanden die Fraktionssitzungen statt, an denen immer ein SMAD-Vertreter teilnahm. Eine freie Diskussion erfolgte unter diesen Umständen nicht.

## Zweite Wahlperiode
Die Wahl zum zweiten Landtag Brandenburg fand am 15. Oktober 1950 im Rahmen der Landtagswahlen in der DDR 1950 statt. Es handelte sich nicht um freie Wahlen. Die Abgeordneten wurden anhand einer Einheitsliste der Nationalen Front bestimmt. Die bereits vorher feststehenden Wahlergebnisse sind im Hauptartikel Landtagswahlen in Brandenburg dargestellt. Die Mitglieder finden sich in Liste der Mitglieder des Landtags Brandenburg (1946–1952, 2. Wahlperiode).
In der konstituierenden Sitzung am 3. November 1950 wurde das Präsidium gewählt:
- Präsident: Otto Meier (SED)
- Vizepräsident: Erich Bombach, (FDGB, SED)
- Vizepräsident: Hermann Gerigk (CDU)
- Vizepräsident: Erwin Steffen (LDP)
- Schriftführer: Bruno Raek (NDPD)
- Schriftführer: Waltraud Ilgmann (FDJ)
- Beisitzer: Hans-Rudolf Trache (DBD)
- Beisitzer: Eva Balte (DFD)
- Beisitzer: Robert Neddermeyer (VdgB, SED)

Neben den insgesamt 13 Plenarsitzungen erfolgte die Arbeit in den Ausschüssen:
| Ausschuss                                    | Vorsitzender                                              |
| -------------------------------------------- | --------------------------------------------------------- |
| Ältestenrat                                  | Otto Meier (SED)                                          |
| Ständiger Ausschuss                          | Otto Meier (SED)                                          |
| Rechts- und Verfassungsausschuss             | Paul Bismark (SED)                                        |
| Geschäftsordnungsausschuss                   | Ingo von Koerber (LDP)                                    |
| Kreis- und Gemeindeangelegenheiten           | Walter Münchhagen (SED)                                   |
| Haushalt und Finanzen                        | Georg Leps (VVN, SED)                                     |
| Verkehr                                      | Adolf Deckert (CDU), ab Juni 1950: Josef Kaschinski (SED) |
| Wirtschaft, Verkehr, Wiederaufbau und Arbeit | Erich Bombach (FDGB, SED)                                 |
| Handel und Versorgung                        | Arthur Pech (DBD)                                         |
| Soziales, Gesundheit, Umsiedler              | Fritz Wicke (CDU)                                         |
| Land- und Forstwirtschaft                    | Robert Neddermeyer (VdgB, SED)                            |
| Jugend, Kultur und Volksbildung              | Oskar Fischer (FDJ, SED)                                  |
| Eingabeausschuss                             | Bruno Raek (NDPD)                                         |

Die Fraktionsvorsitzenden waren:
- Kurt Seibt (SED)
- Erich Hoffmann (CDU)
- Carl Mühlmann (LDP)
- Hans Luthardt (NDPD)
- Rudolf Albrecht (DBD)
- Erich Bombach (FDGB)
- Oskar Fischer (FDJ)
- Robert Neddermeyer (VdgB)
- Elfriede Marschall (DFD)
- Kurt Heinze (KB)
- Margarete Nolde (KG)
- Ella Erdmann (VVN)

## Auflösung
Bereits 1949 gaben die Institutionen des Landes mit der Gründung der DDR weitgehend ihre Funktionen an den Zentralstaat ab. Die Verfassung der DDR von 1949 gab den Ländern deutlich weniger Befugnisse als es beispielsweise in der Bundesrepublik der Fall war. Angestrebt und dann mit der späteren Abschaffung der Länder auch umgesetzt war ein Zentralstaat. Das Verhältnis der Republik zu den Ländern war in Abschnitt VI der Verfassung geregelt.
Artikel 111 regelte das unbeschränkte Recht der Republik auf allen Sachgebieten einheitliche Gesetze zu erlassen. Lediglich wenn keine zentralstaatliche Regelung bestand, hatten die Länder das Recht der Gesetzgebung. Damit war den Landtagen die Kernkompetenz eines Parlamentes, nämlich die Gesetzgebung zum wesentlichen Teil entzogen. Dieses Primat des Zentralstaates setzte sich auch auf Ebene der Landesregierungen fort.
Artikel 116 gab der DDR-Regierung die Aufsicht über die Verwaltung in allen Angelegenheiten, in denen der Republik das Recht der Gesetzgebung zustand. Sofern die Gesetze der Republik nicht durch Verwaltungen der Republik ausgeführt werden, durfte die Regierung der DDR allgemeine Anweisungen für die Landesregierungen und Behörden erlassen. Um die Vorgaben der Zentralregierung durchzusetzen, durfte sie Beauftragte zu den ausführenden Verwaltungen entsenden.
1952 wurde das Land im Rahmen der Verwaltungsreform von 1952 faktisch aufgelöst und im Wesentlichen in die drei neuen Bezirke Cottbus, Frankfurt (Oder) und Potsdam aufgeteilt. Seine verbliebenen Aufgaben gingen auf die Bezirkstage über.